# LovePlus EVERY
《LovePlus EVERY》，也翻譯作《愛相隨EVERY》，是科樂美發行的一款已停止運營的戀愛模擬遊戲，為繼《LovePlus Collection》後第二款LovePlus系列的智能手機遊戲。

## 故事
主人公轉學進入私立十羽野高中，與同校的三位女孩相遇，最初的目標就是與她們加深關係。

## 登場人物
高嶺 愛花（聲優：早見沙織）
生日10月5日（天秤座），A型血，興趣愛好是製作點心和彈鋼琴。
與主人公同級，網球部的隊友。文武雙全的優等學生和千金小姐。受到周圍人的關注，但也給人一些難以接近的感覺。
小早川 凛子（聲優：丹下櫻）
生日8月17日（獅子座），B型血，興趣愛好是讀書、音樂和遊戲。
姊崎 寧寧（聲優：皆口裕子）
生日4月20日（白羊座），O型血，興趣愛好是家務和電影。

## 運營情況

### 运营前

在游戏中与高嶺愛花对话

2017年，科乐美宣布将于当年冬天发布LovePlus系列的新作，智能手机平台游戏《LovePlus EVERY》。同年，LovePlus Every获得该年日本游戏大奖的未来部门奖。2018年2月26日，科乐美宣布为了“进一步提高质量”，原定于当年（2018年）冬天发布的《LovePlus Every》将推迟发布。6月底，科乐美通知游戏将于8月开始运营。8月28日，LovePlus官方推特账号再次宣布游戏延期发布。
2019年东京电玩展首日（9月12日），科乐美宣布游戏将于该年11月开始运营，并展示了Enako的实际演示。同年10月，科乐美宣布游戏将于10月31日开始正式运营。

### 运营期间
2019年10月31日，游戏开始运营。運營後不久就進行維護停止開放，原定於11月7日17時重新開放，最終推遲至12月11日方纔重新開放。

### 停止运营
2020年5月26日，科樂美宣佈，由於「各種情況」，遊戲將於8月5日下午2時起停止運營。7月14日，科樂美宣佈遊戲運營結束後玩家仍可以通過女友Plus Lite（カノジョプラス Lite）使用部分功能。
8月5日起，遊戲正式停止運營。

## 遊戲音樂
2018年6月27日，遊戲主題曲發佈。歌曲由三位遊戲女主角的聲優（早見沙織、丹下櫻和皆口裕子）演唱，由大內正德作詞，平田祥一郎作曲。
2019年12月11日，收錄包括本作主題曲在內的歷代主題曲的同名CD發行。

## 遊戲插畫
2021年4月21日，官方藝術集《LovePlus EVERY官方畫集EVERYDAYs》（ラブプラス EVERY 公式アートブック EVERYDAYs）發佈，畫集收錄了包括未公開插畫在內的四百多張插畫。

## 外部鏈接
- 官方網站（页面存档备份，存于）（日語）
- 遊戲主題歌曲 （页面存档备份，存于）